# Саскатун (MM 709)
ККЕВ Саскату́н (MM 709) (англ. HMCS Saskatoon (MM 709)) — корабль береговой обороны класса Кингстон, находящийся в составе Канадских вооружённых сил с 1998 г.
Саскатун — десятый корабль своего класса — проекта кораблей береговой обороны. Это второй корабль под названием ККЕВ Саскатун после корвета класса Флауэр ККЕВ Саскатун (K158). Корабль назван в честь канадского города Саскатуна и имеет ещё несколько отсылок к этому городу в виде названия капитанской стойки Крэнберри-Флэтс, а главного коридора — Идильуайльд-драйв.
Строительство Саскатуна началось 5 сентября 1997 г. на Halifax Shipyards (Галифакс) и было закончено 30 марта 1998 г. 5 декабря 1998 г. он был официально укомплектован личным составом КВС и помечен шкентельным номером 709.
Он относится к ВМС в Тихом океане и приписан к БКВС Эскуаймолт.